# Orbec
Orbec là một xã trong tỉnh Calvados, thuộc vùng Normandie của nước Pháp, có dân số là 2611 người (thời điểm 1999).

## Nhân khẩu học
| 1962  | 1968  | 1975  | 1982  | 1990  | 1999  |
| ----- | ----- | ----- | ----- | ----- | ----- |
| 2.862 | 3.211 | 3.363 | 2.832 | 2.642 | 2.564 |

## Những người con của thành phố
- Pierre Toutain-Dorbec sinh ngày 16 tháng 4 năm 1951 tại Orbec.